# Борис Боор
Борис Боор  (нім. Boris Boor, 12 грудня 1950) — австрійський вершник, олімпійський медаліст.

## Виступи на Олімпіадах
| Олімпіада      | Дисципліна       | Місце              |
| -------------- | ---------------- | ------------------ |
| Сеул 1988      | конкур, особисті | AC r2/2            |
| Барселона 1992 | конкур, особисті | 83T (кваліфікація) |
| Барселона 1992 | конкур, командні | 2                  |